# イライジャ・ケリー
イライジャ・ケリー（Elijah Kelley,  1986年8月1日 - ）は、アメリカ合衆国の俳優、歌手、ダンサーである。

## 来歴
1986年、ジョージア州ラグレンジに生まれる。高校時代の4年間は合唱団にも所属し、音楽を嗜んだ。早い時期からキャリアをスタートさせており、子役としてコカ・コーラのCMへ出演したり、1998年に製作された『Mama Flora's Family』というテレビ映画でデビューも果たした。同時に、教会の聖歌隊の一員としてゴスペル隊などにも参加した。高校を卒業後、ケリーは家族と共にロサンゼルスへ移り、2000年代中盤から本格的に役者としての活動を開始。特に知られ始めたのは2007年に製作されたミュージカル映画『ヘアスプレー』への出演。カルト映画監督のジョン・ウォーターズの同名作のリメイク映画で、ケリーは人種差別が根強く蔓延る風潮に翻弄される黒人高校生を演じ、劇中ではダンスと歌を披露した。同作品では他のキャストらと共にBroadcast Film Critics Association Awardsなど、いくつかの賞にも輝いている。

## 出演作品

### 映画
- Mama Flora's Family (1998) ※テレビ映画
- ジェファーソン/ 冤罪の死刑囚 A Lesson Before Dying (1999) ※テレビ映画
- 28DAYS 28 Days (2000)
- レッスン! Take the Lead (2006)
- Heavens Fall (2006)
- ヘアスプレー Hairspray (2007)
- Rome & Jewel (2008)
- レッド・テイルズ Red Tails (2012)
- 大統領の執事の涙 The Butler (2013)
- Boys of Abu Ghraib (2014)

### テレビドラマ
- ザ・シールド ルール無用の警察バッジ The Shield (2005)
- Everybody Hates Chris (2005)
- NUMBERS 天才数学者の事件ファイル Numb3rs (2006)
- ダーティ・セクシー・マネー Dirty Sexy Money (2009)

## 参照
1. ↑  http://www.straight.com/article-102053/hairsprays-kelley-energized-by-cast
2. 1 2  “Elijah Kelley Biography”. 2014年6月30日閲覧。
3. ↑  http://content.time.com/time/magazine/article/0,9171,1645142,00.html